# Idioma meria
El idioma meria era el lenguaje urálico hablado por la tribu meria, que vivía en la actual región de Yaroslavl (cerca de Rostov y Pereslavl-Zaleski) al nordeste de Moscú, en Rusia. Se sabe muy poco de esta lengua, solo un poco de su léxico, identificado en algunos topónimos que podían ser de este origen. Probablemente se extinguió en la Edad Media, alrededor del año 1000, cuando los eslavos asimilaron a esta tribu.
El idioma meria estaba probablemente emparentado con otras lenguas fino-volgaicas de la región circundante, aunque su posición exacta en la familia finoúgria permanece como objeto de debate. Originalmente se cree que el meria estaban muy cercanamente emparentados con el mari, pero este punto de vista ha sido recientemente puesto en duda y se ha empezado a considerar una relación más cercana con las lenguas fínesas del Noroeste, como las balto-finicas y sami, y que las similitudes con el mari surgirían de sus contactos.